# 98度
98度（英語：98 Degrees），是一個美國流行節奏藍調男子團體，成員包括尼克·拉奇、德魯·拉奇、傑斯汀·傑佛瑞、傑夫·提蒙斯。儘管所有成員都來自俄亥俄州，該團體由傑夫·提蒙斯於加利福尼亞州洛杉磯成立。與多數男子團體不同，該團體不是由唱片公司或者製作人分配，而是成員自組並在之後被唱片公司選中簽下。該團體迄今在全球的唱片銷量超過1千萬張，並在美國擁有8首前40名的單曲。該團體在2012年8月在賓夕法尼亞州赫爾希鎮的Mixtape音樂節上復出表演。復出之後，該團體發行了一張新專輯並在2013年開始「The Package」巡演。

## 音樂作品

### 錄音室專輯
- 98°（1997）
- 98° and Rising（1998）
- Revelation（2000）
- 2.0（2013）

## 演唱會

### 個人演唱會
- Heat It Up Tour（1999）
- Revelation Tour（2001）

### 聯合演唱會
- All That! Music and More Festival（1999）
- The Package Tour（2013）
- My2K Tour（2016）

## 外部連結
- 官方網站（页面存档备份，存于）
- 2011復出[]